# Clémentine Delait

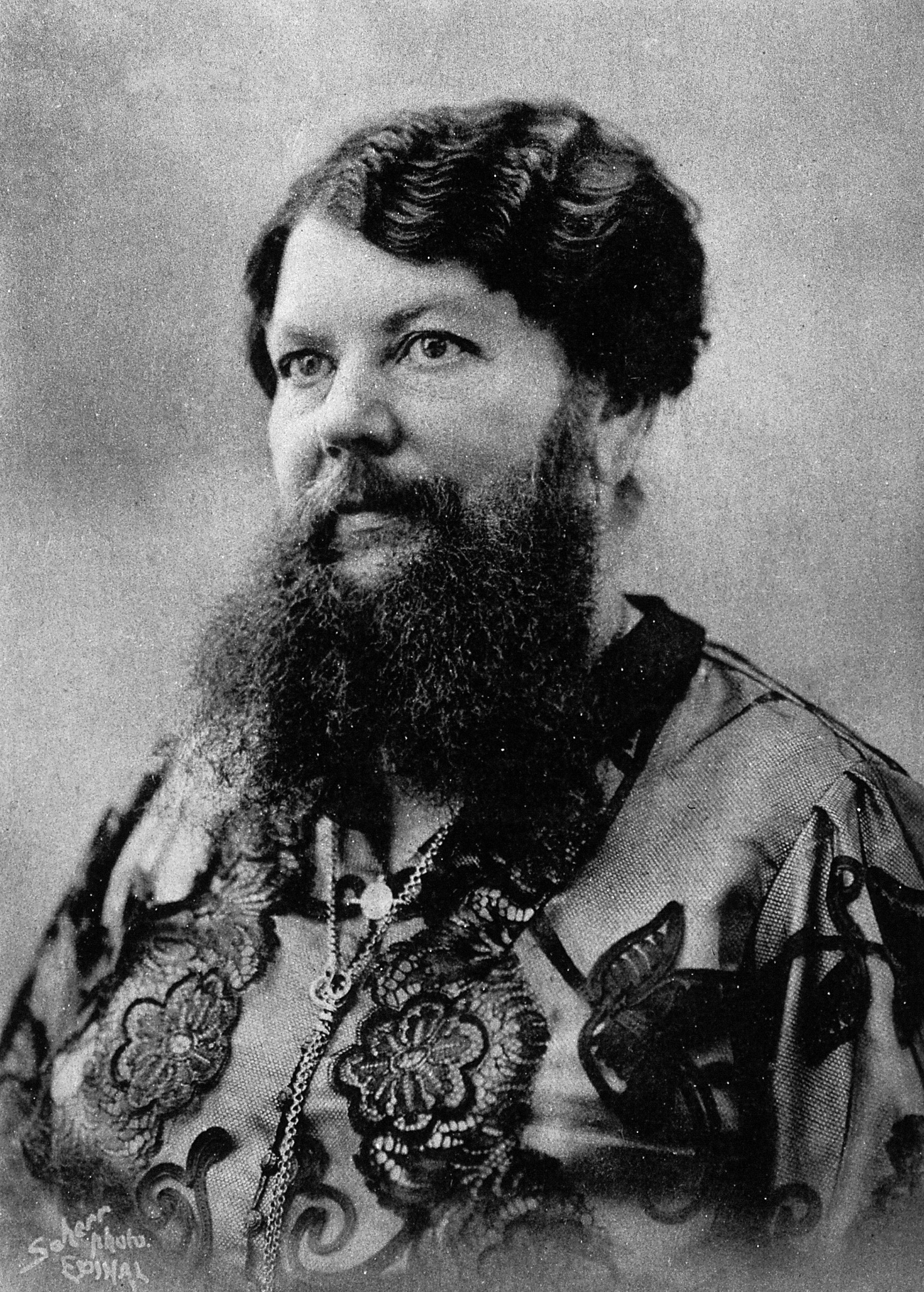
Clémentine Delait em 1923

Clémentine Delait (5 de março de 1865 - 5 de abril de 1939) era uma senhora barbada francesa, proprietária de um café. Ela foi descrita pelos contemporâneos como "a dama barbuda mais ilustre e célebre da França" e uma das mulheres barbadas mais famosas do século XIX e XX.

## Biografia
Clémentine Delait nasceu em Thaon-les-Vosges, em Lorena, França. Aos 20 anos, casou-se com Paul Delait, um padeiro local, com quem abriu um café na cidade.
Segundo relatos posteriores, Clémentine era hirsuta desde muito jovem, mas fazia a barba com regularidade. Mas isso mudou em 1900, quando ela visitou um carnaval e viu uma mulher que, assim como ela, também era capaz de crescer os pelos do rosto. Ao se gabar com seus clientes sobre também ter uma barba, quando estes duvidaram, ela se envolveu em uma aposta que viria mudar sua vida. Seu marido apostou 500 francos para apoiá-la. A aposta atraiu muito mais clientes para o café dos Delaits e eles mudaram o nome para Le Café de La Femme à Barbe, "O café da mulher barbada".

## Percurso
Clémentine passou a vender fotografias e cartões postais de si mesma, se tornando uma celebridade local. Por conta de sua barba, ela viajou pela Europa, atraindo grandes multidões em Paris e Londres . Depois de ficar viúva, em 1926, sua turnê se intensificou ainda mais.
Em 1900, ela participou de diversas peças publicitárias, dentre elas uma em que entrou em uma jaula de leões e jogou cartas com o domador, como se conta, assustando os leões enquanto isso. Em 1904, ela recebeu uma permissão especial das autoridades para usar roupas masculinas como lazer, em uma época na qual ainda era ilegal que mulheres usassem tais roupas.
Segundo todos os relatos, Clémentine estava muito orgulhosa de sua barba e cuidava muito dela. Charles Grossier, seu ex-barbeiro, alegou que Delait "o observava como um falcão" todas as vezes em que ele lhe aparava a barba. Ele a visitava três vezes por semana para lavar a barba com um xampu especial e alegava que "ela cuidava dessa barba, lavava-a, fazia barulho, escovava-a todos os dias".
Durante a Primeira Guerra, por exemplo, ela trabalhou como enfermeira voluntária. Com o passar do tempo, ela passou praticou outros hobbies e atividades de interesse. Clémentine também marcava presença em sessões de ciclismo ao ar livre e era uma declarada adoradora de cães.[carece de fontes?]
Clémentine Delait faleceu aos 74 anos, em 1939. Em sua lápide estava escrito "aqui reside Clementine Delait, a dama barbada”.[carece de fontes?]

## Legado e Reconhecimento
Na década de 1970, foi aberto um museu dedicado a Clémentine Delait em Thaon-les-Vosges.
A biografia de Clémentine foi desenhada por Pénélope Bagieu no seu livro Les Culottées que em Portugal foi publicado com o título de Destemidas, nome que também foi dado à série de animação transmitida na RTP2.